# Madraça Attarine
A Madraça Attarine (em francês: Medersa Attarine), é uma antiga madraça (escola corânica) de Fez, Marrocos. Foi fundada em 1310 e o edifício foi construído entre 1323 e 1325 pelo sultão merínida Abuçaíde Otomão II em Fes el Bali (Fez, a velha), a parte mais antiga da almedina de Fez, junto à Universidade al Quaraouiyine. Deve o seu nome ao soco (bairro de comércio) de perfumes e especiarias vizinho, o Soco de Attarine.
A madraça destinava-se a formar os altos funcionários da administração merínida. A planta é clássica, com um pátio rodeado de galerias que dá acesso a uma sala de oração, cuja entrada é decorada com alizares e motivos florais. A abóbada da sala de oração é de madeira e dela pende um candeeiro de bronze do período merínida. O pátio de abluções tem um lavatório de mármore com ricos acabamentos. No andar superior dispõe de 30 quartos destinados aos estudantes. Sobretudo devido aos trabalhos em estuque, zellige e alizares, o pequeno edifício é considerado uma obra prima da arte decorativa.